# Vilar de Cunhas
Vilar de Cunhas is een plaats (freguesia) in de Portugese gemeente Cabeceiras de Basto en telt 260 inwoners (2001).